# Willem van der Vlugt
Willem van der Vlugt (Haarlem, 12 maart 1853 - Tongeren, 5 november 1928) was een Nederlands rechtsgeleerde, hoogleraar en politicus.

## Biografie
Willem van der Vlugt werd geboren op 12 maart 1853 in Haarlem als zoon van Jan van der Vlugt en Jacoba Henriette Margaretha Hinlopen. In het milieu waar Van der Vlugt opgroeide werd veel aan literatuur en kunst gedaan. Jan van der Vlugt was een bewonderaar van Dickens, hetgeen Willem van der Vlugt overnam.
Hij ging in eerste instantie naar de hogereburgerschool maar werd vrij vlot overgeplaatst naar het gymnasium te Haarlem. In 1870 begon hij aan een studie rechten aan de Universiteit Leiden en hield zich bezig het Romeins en hedendaags recht. In 1879 promoveerde hij bij Johannes Theodorus Buys op het proefschrift De rechtstaat, volgens de leer van Rudolf Gneist, 1e deel: De rechtstaat. Datzelfde jaar werd hij tot hoogleraar "De Wijsbegeerte van het Recht en de Encyclopaedie der Rechtswetenschap" benoemd. Hij aanvaardde dit ambt met een rede over de wetenschap der gerechtigheid. Deel 2 van zijn proefschrift is nooit verschenen.
Van der Vlugt ging wonen aan het Rapenburg in Leiden. Op 3 augustus 1882 trouwde hij met Anna Rauwenhoff, dochter van de hoogleraar theologie L.W.E. Rauwenhoff, die in Tongeren het huis Tongeren bewoonde. Later ging hij met zijn vrouw wonen aan de Vischmarkt, toen aan de Hooigracht. Na zijn emeritaat woonde hij in Oegstgeest. Het echtpaar verbleef echter ook vaak in Tongeren.

## Finland
In 1899 werd Van der Vlugt uitgenodigd om deel te nemen aan een delegatie naar de Russische tsaar Nicolaas II, om daar te protesteren tegen de "Russificatie van Finland". De tsaar had zich via een decreet het recht toegeëigend om over Finland te regeren zonder toestemming van de lokale wetgevende instanties. Zo werd het Russisch de officiële taal en de Russisch orthodoxe godsdienst de staatsgodsdienst van Finland. De delegatie waar Van der Vlugt deel van uitmaakte werd echter niet ontvangen door de tsaar. Tijdens de jaren die hierop volgden schreef Van der Vlugt vele artikelen over de situatie in Finland. Ook na de Eerste Wereldoorlog zette hij zich nog in voor Finland, tijdens het geschil met Zweden over de Ålandseilanden.

## Politieke carrière

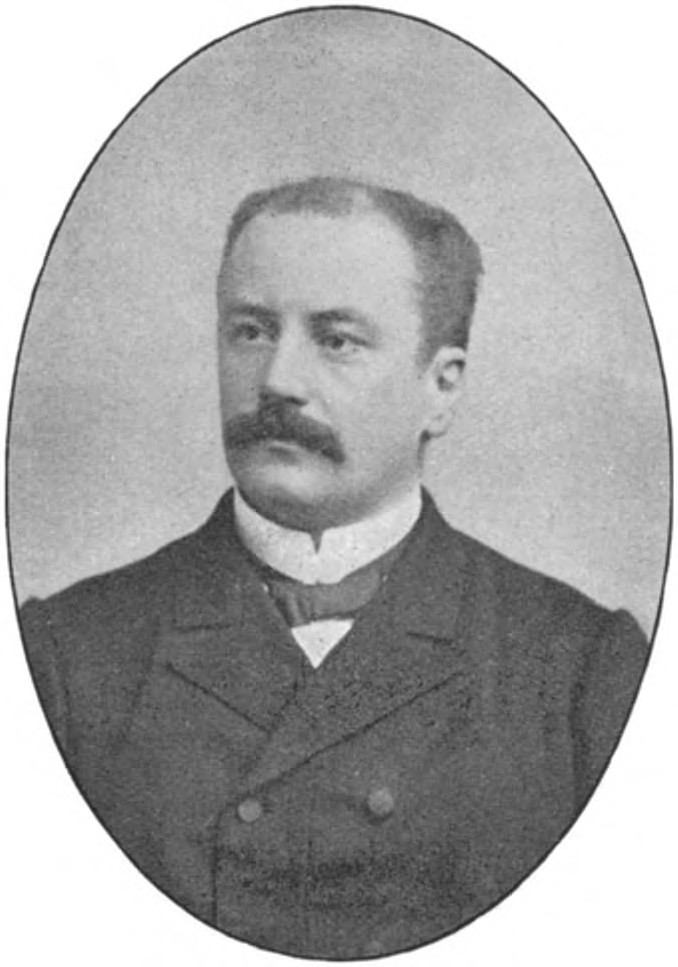
Willem van der Vlugt ca. 1905

In 1902 werd hij benoemd tot rector magnificus. Later in 1902 kwam hij als Oud-Liberaal namens het district Leiden in de Tweede Kamer der Staten-Generaal terecht, waarna hij zijn hoogleraarschap tijdelijk onderbrak en zijn positie als rector magnificus neerlegde. Hij bleef aan de Universiteit Leiden verbonden als privaatdocent.
Hij was het eens met de standpunten van de Liberalen: geen staatsbemoeiing met de sociaal-economische verhoudingen. Ook was hij tegen het algemeen kiesrecht. Hij was ook bevreesd voor overwicht van het parlement en, terwijl hij zelf zeer religieus doopsgezind was, was hij een tegenstander van Abraham Kuyper.
Hij stapte 18 september 1906 wegens gezondheidsredenen op als lid van de Tweede Kamer, maar ook omdat zijn partij meer en meer geneigd was tot samenwerking met de socialisten.
Van 7 maart 1904 tot 15 november 1906 was hij naast zijn Kamerlidmaatschap gemeenteraadslid in Leiden. In 1907 hervatte hij zijn hoogleraarschap. Datzelfde jaar werd hij benoemd tot Ridder in de Orde van de Nederlandse Leeuw. In 1923 ging hij wegens het bereiken van de pensioenleeftijd met emeritaat.
Hij kwam op 5 november 1928 in zijn woning in Tongeren tijdens zijn slaap te overlijden. Bij zijn begrafenis was o.a. de vertegenwoordiger van Finland aanwezig.

## Overige functies (selectie)
Van der Vlugt was jarenlang redacteur van De Gids. Hij vertrok bij dit blad omdat hij het niet eens was met hetgeen in de Gids gepubliceerd werd, zoals Extaze en Kleine Raadselen van Louis Couperus en vooral de studie over Shelley van Byvanck. In 1901 was Van der Vlugt een van de oprichters van het tijdschrift ‘Onze Eeuw’. Hij behoorde tot 1912 tot de redactie van dit tijdschrift.

### Van der Vlugt en de "Sociale Quaestie"
Hoewel behorend tot de oud-liberalen, had Van der Vlugt een grote belangstelling voor de "sociale quaestie" (sociale kwestie). Als gevolg van de industrialisering en massale urbanisatie ontstond er een proletariaat dat in erbarmelijke omstandigheden leefde. Van der Vlugt zag een belangrijke rol weggelegd voor de hogere burgerij en de nieuwe middenklasse om de arbeiders te verheffen middels (beperkte) sociale wetgeving, promotie van zelfredzaamheid middels verbruikerscoöperaties, vakverenigingen (hij was echter wel gekant tegen stakingen), goede zeden en spaarzaamheid. In de opvatting van Van der Vlugt waren patroons en werkers gelijk aan elkaar, maar wel onderscheiden. In eerste instantie moest de ondernemer zijn personeel vaderlijk behandelen, hen aansporen tot "zedelijk" gedrag, een billijk loon uitkeren en eventueel goede huisvesting regelen. Van de werknemer werd vervolgens verwacht dat hij zich, zoals in het Verenigd Koninkrijk reeds het geval was, zich aansloot bij een vakvereniging, nuts-vereniging, een arbeidersgilde of "broederlijke vereeniging". In een soort tweede fase kwam er een einde aan de paternalistische fase: patroon en arbeider waren vervolgens elkaars broeders die weliswaar op gelijkwaardige, maar toch ook onderscheiden manier met elkaar om zouden gaan. Vakbonden zouden voortaan de belangen van de arbeiders behartigen bij de werkgevers. In de ogen van Van der Vlugt was dit geen utopie, maar was dit alles gerealiseerd in Engeland. Van der Vlugt ging in zijn artikel "Toynbee-werken" in De Gids in 1892 dat in Engeland de sociale kwestie was opgelost. Dit alles was grotendeels bereikt door de "genialiteit" van de jong overleden Britse econoom Arnold Toynbee die was verbonden aan Universiteit van Oxford. Toynbee was overtuigd van de waarde van de industriële vooruitgang maar zag tegelijkertijd de wantoestanden die hiermee gepaard gingen. Volgens Toynbee, door Van der Vlugt gekenschetst als een "ethisch socialist", die "de beterschap niet van een alregelend gezag, maar van betere gezindheid te hopen" was een aanhanger van de opvoedingsgedachte en ervan overtuigd minderbedeelden door samenwerking, sociale zekerheid maar bovenal scholing hun lot konden verbeteren. Na de dood van Toynbee in 1883 werd door een van zijn volgelingen, de Anglicaanse geestelijke Samuel Barnett en diens vrouw, Henrietta, een volkshuis in het Londense East End, Toynbee Hall, opgericht. In dit volkshuis woonden studenten verbonden aan de Universiteit van Oxford die theoretisch en praktisch onderwijs gaven aan de arbeiders in de wijk. Door scholing, lezingen en cursussen trachtte men de arbeiders te verheffen. In navolging van Toynbee Hall kwamen in heel Europa en Noord-Amerika soortgelijke initiatieven van de grond. Begeesterd door Toynbee en Barnett was Van der Vlugt met enkele verlichte geestverwanten betrokken bij de oprichting van een volkshuis in Leiden. Van der Vlugt was gedurende vele jaren directeur van het Leidse volkshuis. In het volkshuis werden cursussen geven aan arbeiders en er was een leeszaal (bibliotheek). Studenten aan de Leidse universiteit verzorgden lezingen en beheerden de leeszaal.

## Publicaties (selectie)
- De rechtstaat, volgens de leer van Rudolf Gneist, 1e deel, De rechtstaat. diss. Leiden, 1879
- De wetenschap der gerechtigheid. Aanvaardingsrede. Haarlem, 1880
- Transvaal versus Great-Britain. Amsterdam, 1899
- Les vrais coupables; lettre à Monsieur Ed. Tallichet, rédacteur de la Bibliothèque Universelle et Revue Suisse. Amsterdam, 1900
- Finland, de rechtsvraag. Amsterdam, 1900
- Un nouveau conflit russo-finlandais. Haarlem, 1909
- Mémoire à conculter sur la question finlandaise. Haarlem, 1910
- La question des Iles d'Aland. Considérations suggérées par le rapport des juristes (deuxième èdition, revue et corrigée). Leiden, 1921
- Réponse au livre bleu du gouvernement de Suéde. Leiden, 1921
- Algemeene inleiding tot de Rechtsgeleerheid. Haarlem, 1925